# Edward Zwick
Edward Zwick (* 8. října 1952 Chicago, Illinois) je americký režisér, producent a scenárista. Za svou kariéru pracoval na filmech nejrůznějších žánrů, největšího úspěchu se ovšem dočkaly jeho historické či dobrodružné velkofilmy jako například Legenda o vášni (1994), Poslední samuraj (2003) či Krvavý diamant (2006). Je též spolutvůrcem seriálů thirtysomething a Once and again.
Je držitelem ceny Akademie, jelikož se produkcí podílel na romantické komedii Zamilovaný Shakespeare (1998), která zvítězila v kategorii Nejlepší film. Ve stejné kategorii byl nominován i za kriminální drama Traffic – Nadvláda gangů (2000).

## Život
Edward Zwick se narodil do židovské rodiny v americkém Chicagu. V nedaleké Winnetce navštěvoval střední školu a poté získal titul Bachelor of Arts na Harvardu.
Od roku 1980 je ženatý s herečkou Lynn Liberty Goshall, s níž má dvě děti.
Proslavil se již teen komedií Ohledně minulé noci (1986) s tehdy začínající Demi Moore, ovšem mezinárodního úspěchu se dočkal až o tři roky později, kdy režíroval historické drama Glory pojednávající o americké občanské válce. Za svou práci byl navržen na Zlatý Glóbus. Mimořádného úspěchu se dočkalo i westernové romantické drama Legenda o vášni (1994) s Bradem Pittem v hlavní roli, za něž dostal svou druhou nominaci na Zlatý Glóbus.
Do konce devadesátých let režisér pracoval na dalších dvou relativně dobře ohodnocených filmech, válečné Odvaze pod palbou (1996) s Meg Ryan a Danzelem Washingtonem a akčním Stavu obležení (1998), opět s Washingtonem, Brucem Willisem a Annette Benning. První zmíněný se zabývá válkou v Zálivu, zatímco druhý de facto předpověděl teroristické útoky 11. září 2001.
Mezinárodního ohlasu se dočkalo epické dobrodružné drama Poslední samuraj (2003) s Tomem Cruisem v hlavní roli, které světu přiblížilo život japonských samurajů. Snímek byl čtyřikrát nominován na Oscara. Podobný úspěch zaznamenal i další Zwickův počin, dobrodružné drama Krvavý diamant (2006) z drsného prostředí Sierry Leone. Herci Leonardo DiCaprio a Djimon Hounsou byli za svůj výkon nominováni na Oscara.
Další historické filmy, druhoválečný snímek Odpor (2008) a Tah pěšcem (2014), mapující slavný šachový zápas mezi Bobbym Fischerem a Borisem Spasskym, opět slavily příznivé přijetí. Značnou popularitu zaznamenal i režisérův návrat do žánru romantická komedie v podobě filmu Láska a jiné závislosti (2010), nečekaně ovšem propadl thriller Jack Reacher: Nevracej se (2016). Roku 2018 natočil drama o neprávem odsouzeném člověku pod názvem Zkouška ohněm.
Roku 2024 vyšly Zwickovy memoáry Hits, Flops, and Other Illusions: My Fortysomething Years in Hollywood.

## Filmografie
| Rok  | Název                     | Režisér | Producent | Scenárista |
| ---- | ------------------------- | ------- | --------- | ---------- |
| 1986 | Ohledně minulé noci       | ano     | ne        | ne         |
| 1989 | Glory                     | ano     | ne        | ne         |
| 1992 | Útěk z normálu            | ano     | ne        | ne         |
| 1994 | Legenda o vášni           | ano     | ano       | ne         |
| 1996 | Odvaha pod palbou         | ano     | ne        | ne         |
| 1998 | Stav obležení             | ano     | ano       | ano        |
| 2003 | Poslední samuraj          | ano     | ano       | ano        |
| 2006 | Krvavý diamant            | ano     | yno       | ne         |
| 2008 | Odpor                     | ano     | ano       | ano        |
| 2010 | Láska a jiné závislosti   | ano     | ano       | ano        |
| 2014 | Tah pěšcem                | ano     | ano       | ne         |
| 2016 | Jack Reacher: Nevracej se | ano     | ne        | ano        |
| 2018 | Zkouška ohněm             | ano     | ano       | ne         |